# 道の駅女神の里たてしな
道の駅女神の里たてしな（みちのえき めがみのさとたてしな）は、長野県北佐久郡立科町にある国道142号の道の駅である。

## 概要
2002年（平成14年）に、農産物直売所などを備えた「蓼科農ん喜村」（たてしなのんきむら）として開業。2017年（平成29年）の道の駅登録を契機に、全体の施設名を「道の駅女神の里たてしな」に変更している。

## 歴史
- 2002年（平成14年） - 「蓼科農ん喜村」として開業[1]
- 2017年（平成29年）
  - 11月17日 - 道の駅第48回登録において、「道の駅女神の里たてしな」として登録[1][2]。
  - 12月16日 - 道の駅として開駅[3][4]。

## 施設
- 駐車場 93台[5]
  - 普通車 66台
  - 大型車 23台
  - 身障者用 4台
- トイレ 14器
- 蓼科農ん喜村（農産物・物産品販売）
- のんき亭（レストラン）

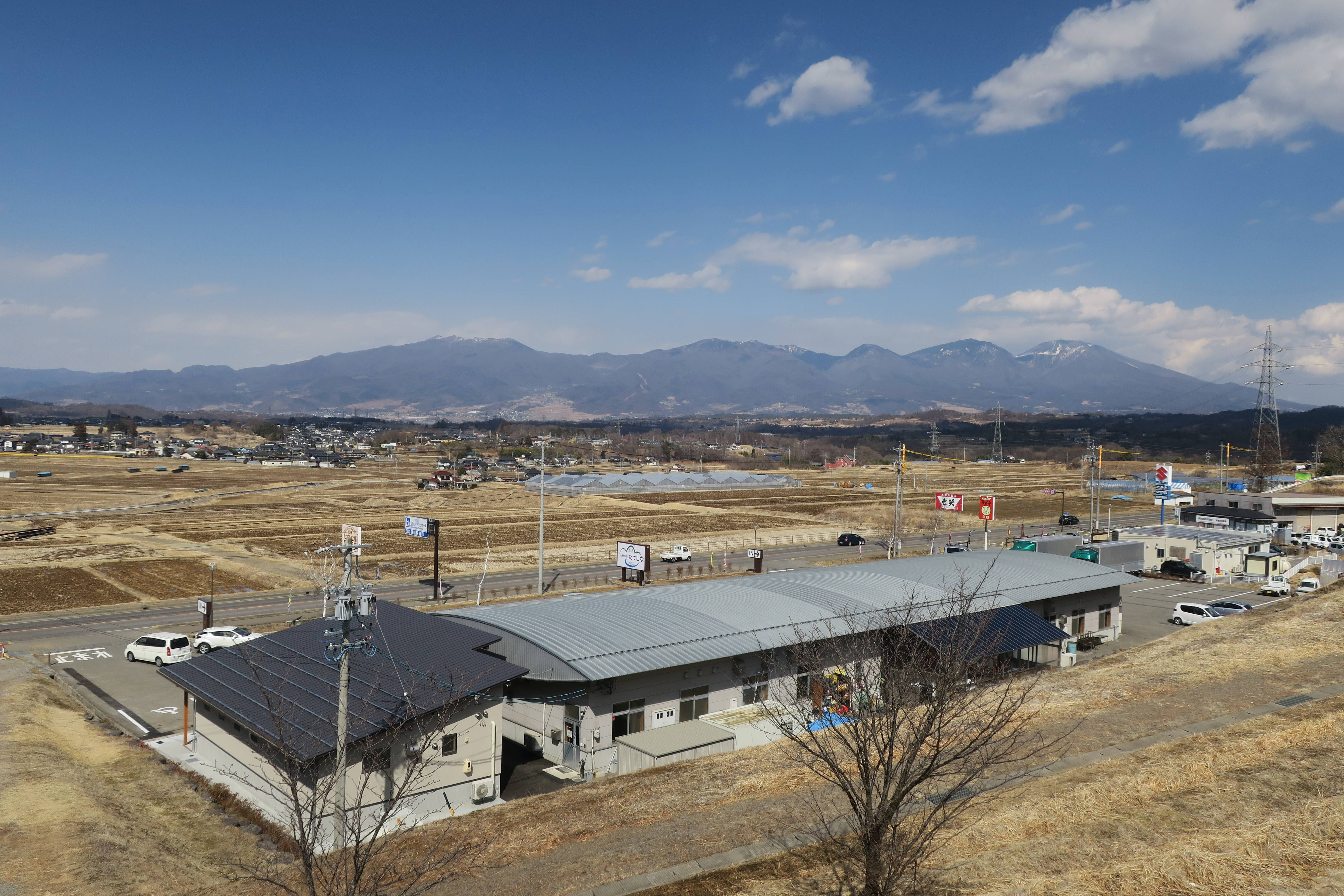
施設俯瞰 右奥は浅間山
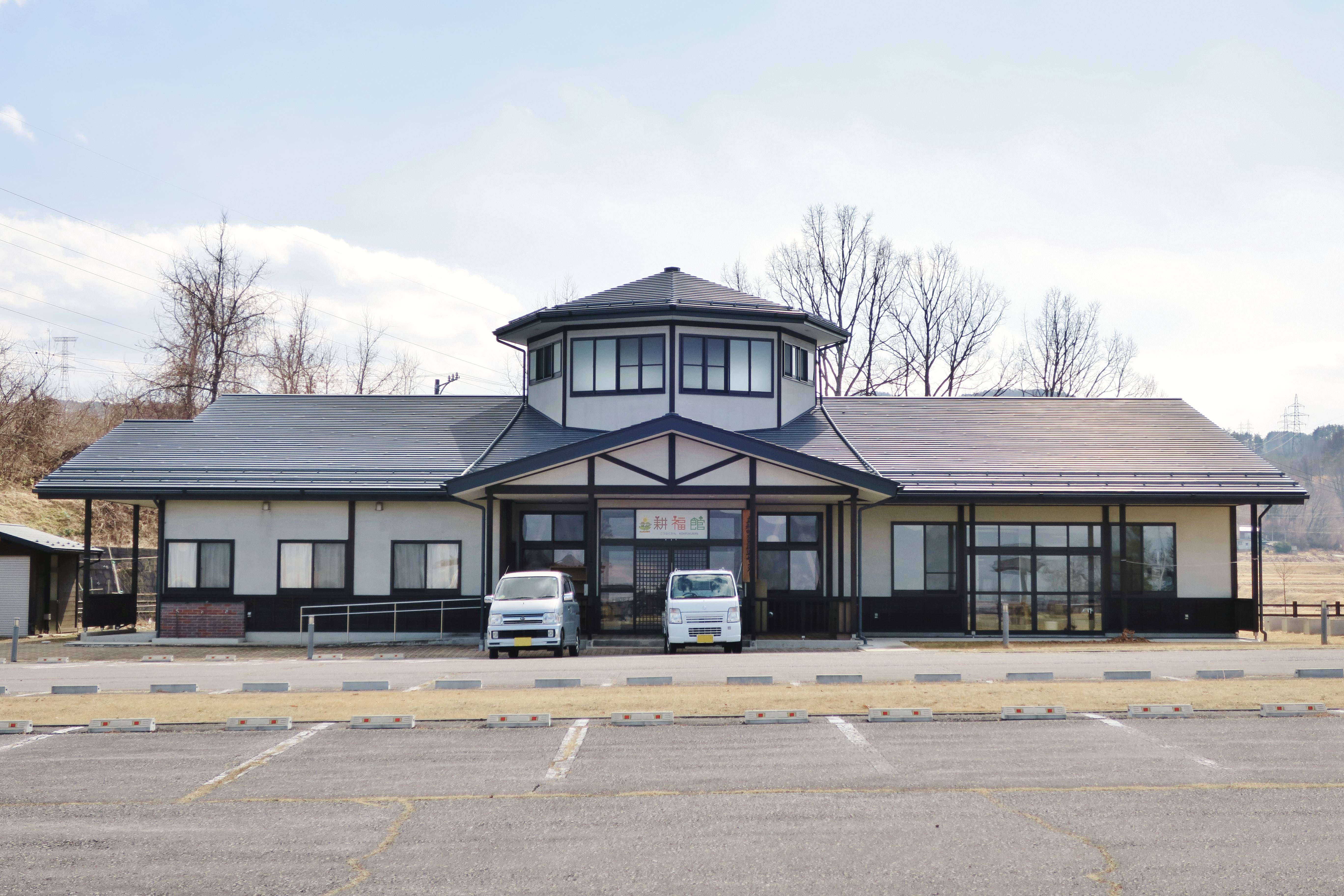
立科町交流促進センター 耕福館（農産物加工体験交流施設）
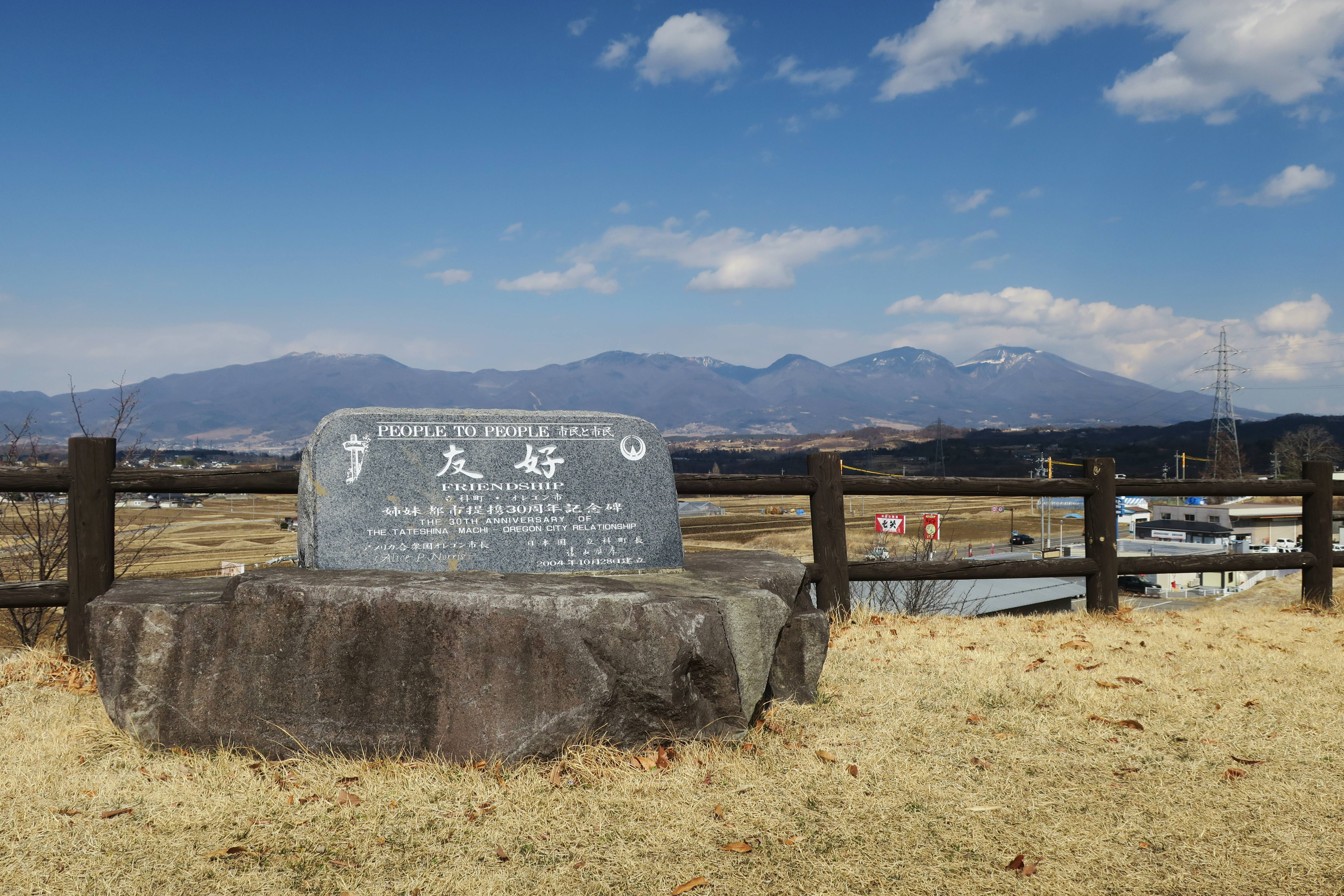
立科町・米オレゴン州オレゴンシティ提携記念碑

### 管理団体
- 設置者：立科町
- 指定管理者：農事組合法人蓼科農ん喜村[1]

## 営業時間・休館日
営業時間
- 蓼科農ん喜村：9:00 - 18:00（ゴールデンウィーク - 12月30日）、9:00 - 17:00（1月5日 - 4月）
- のんき亭：11:00 - 15:00

休館日
蓼科農ん喜村・のんき亭共通。
- 年末年始（12月31日 - 1月4日）
- ゴールデンウィーク - 12月30日：無休
- 1月5日 - 4月：毎週木曜日

## アクセス
- 国道142号 - 登録路線